# Habenaria orchiocalcar
Habenaria orchiocalcar là một loài thực vật có hoa trong họ Lan. Loài này được Hoehne mô tả khoa học đầu tiên năm 1915.